# FK Fayzkand
El FK Fayzkand (en ruso: ФК Файзканд) es un equipo de fútbol con sede de Hulbuk, Tayikistán. El club fue fundado en el 2018 y participa en la Liga de fútbol de Tayikistán.

## Historia
El club se fundó en el año 2018 y en el 2019 jugó por primera vez la Primera Liga de Tayikistán. En ese logra ser subcampeón de la segunda división y lograría el ascenso a la Liga de fútbol de Tayikistán por primera vez en su historia.
En el 2020 terminó 7° puesto como mejor lugar en su historia.